# Medzjibizjs fästning

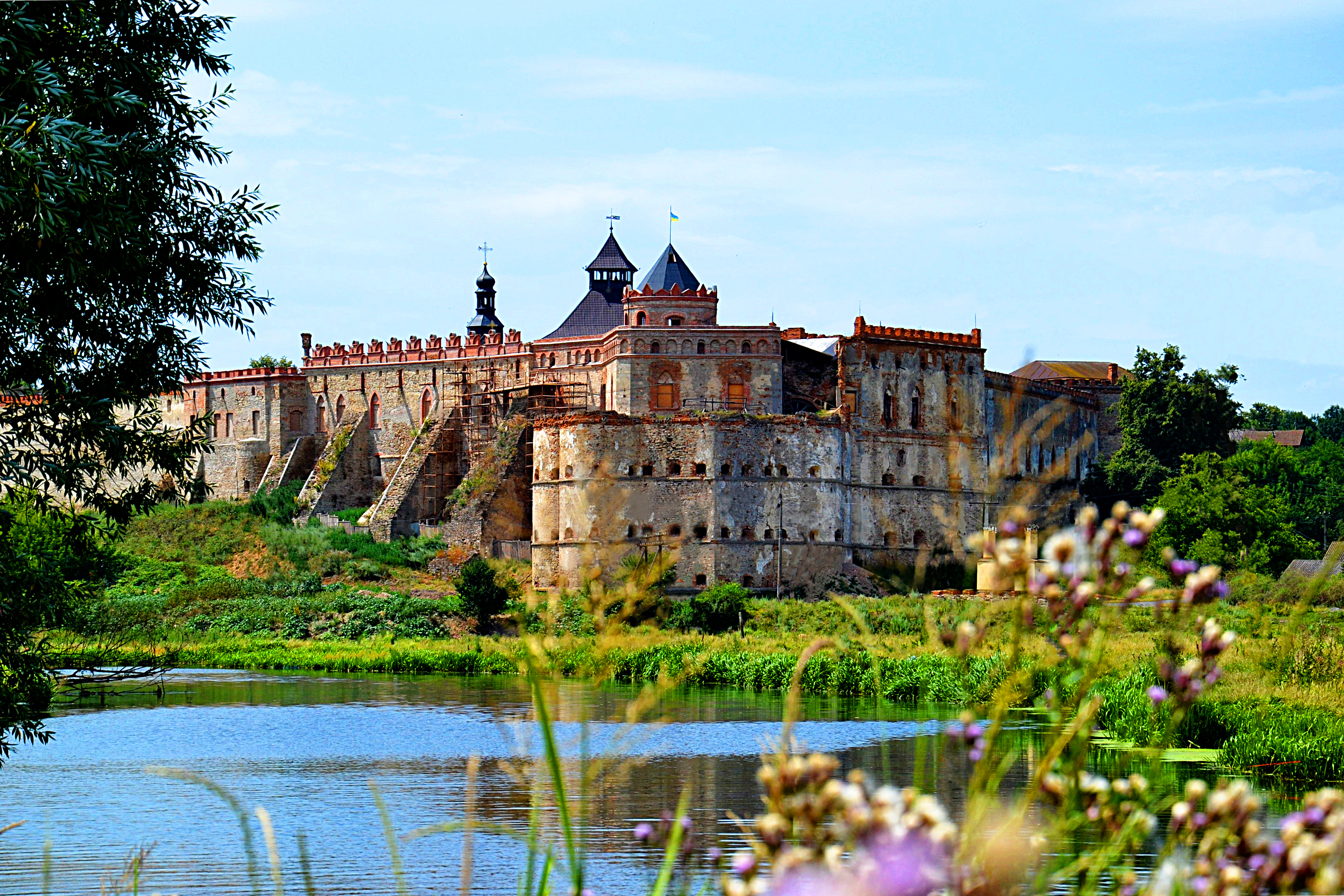
Medzjibizjs fästning

Medzjibizjs fästning (ukrainska: Меджибізький замок, Medzjibizkyj Zamok) är en gammal fästning vid Södra Bug i Chmelnytskyj oblast i Ukraina.
Första befästningen på den här platsen omnämns 1146 i Sofiakrönikan. På 1300-talet uppförde den litauiske storfursten Algirdas en fästning på platsen. På 1500-talet överlämnades Medzjibizj fästning av den polske kungen Sigismund I i kronans storhetman Mikołaj Sieniawskis (1489–1569) ägo, som lät bygga om fästningen. Under den period som familjen Sieniawski ägde fästningen uppfördes ett palats och en slottskyrka (1568). I kyrkans interiör har bevarats fragment av 1500-talets fresker. 
År 1731 övergick fästningen i släkten Czartoryjskis ägo, som då var den rikaste i Polen. Under denna period ombyggdes fästningen igen och fick mer dekorativa element.
Flera historiska händelser är förknippade med fästningen. På 1400-talet och 1500-talet utsattes den ständigt för tatarernas anfall. Fästningen spelade en viktig roll under Chmelnitskij-upproret 1648-1654. 1648 intogs den av revolterade kosacker under befäl av Maksym Kryvonis och Danil Netjaj, men redan 1649 återerövrades den av polacker. Bohdan Chmelnytskyj intog Medzjibizjs fästning två gånger, 1650 och 1653. År 1917 hade Centralrådets överbefälhavare general Pavlo Skoropadskyj sitt huvudkvarter här. 
För närvarande finns ett hembygdsmuseum i fästningen. 

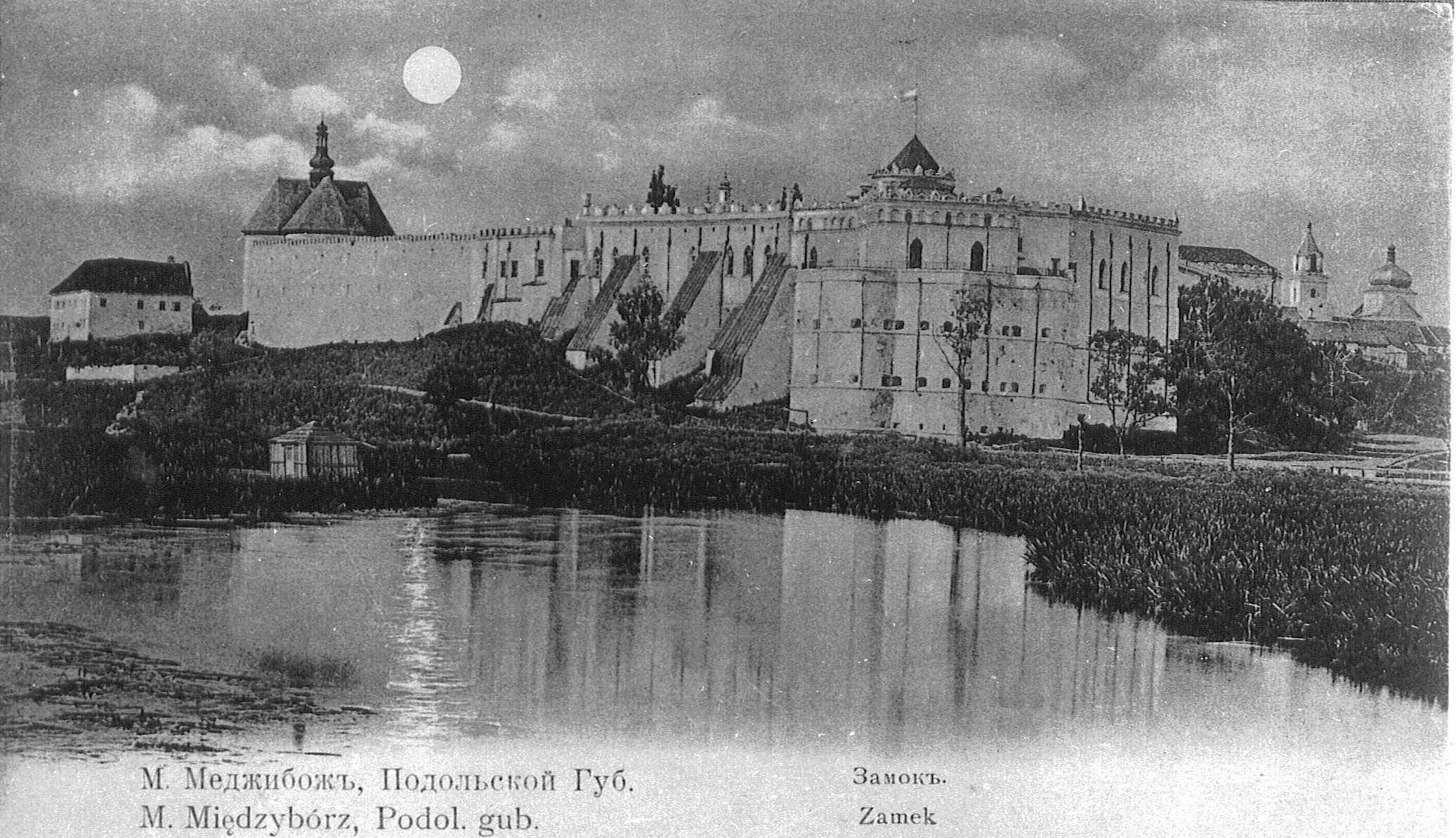
Medzjibizjs fästning (1900)
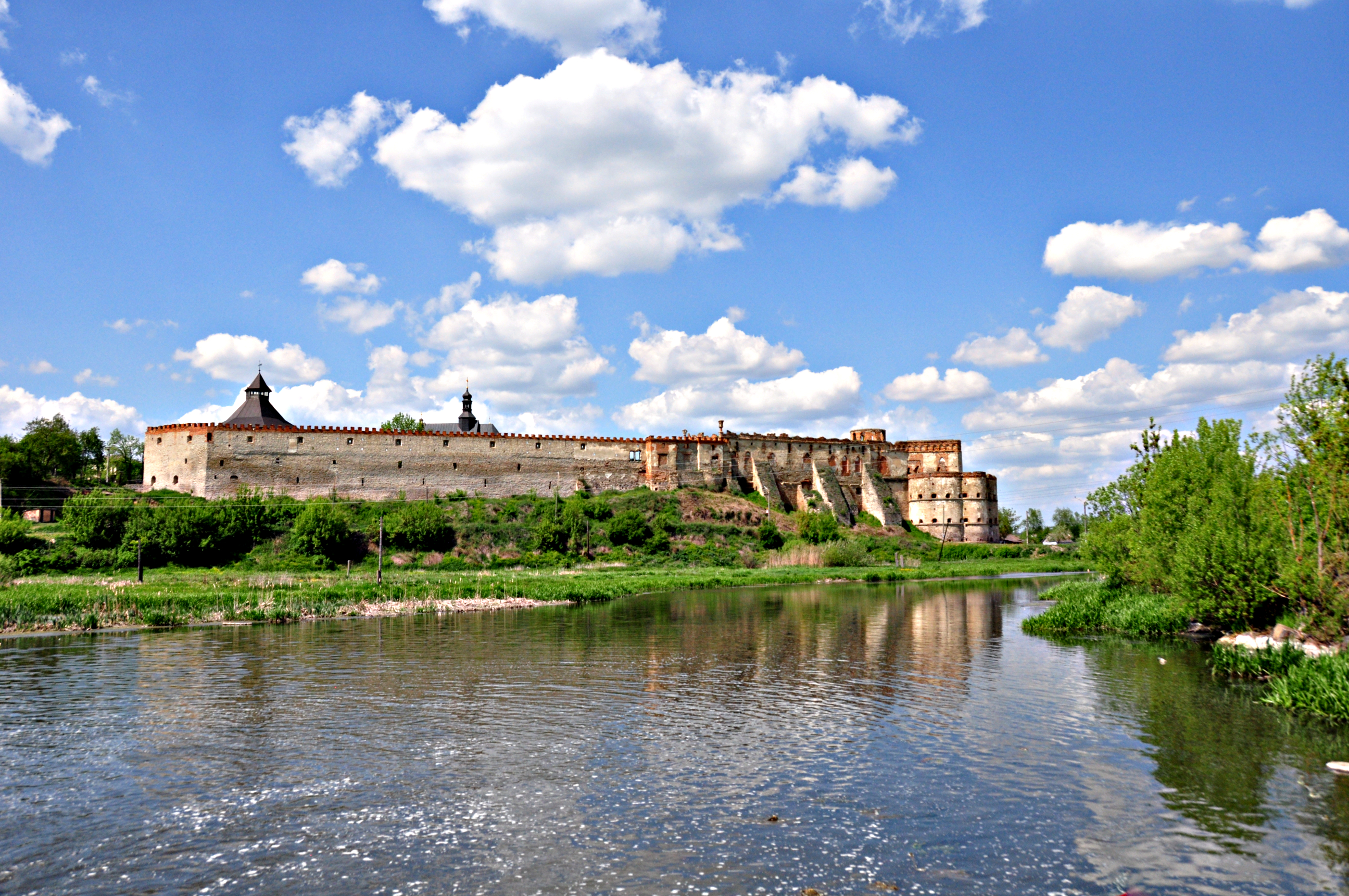
Medzjibizjs fästning
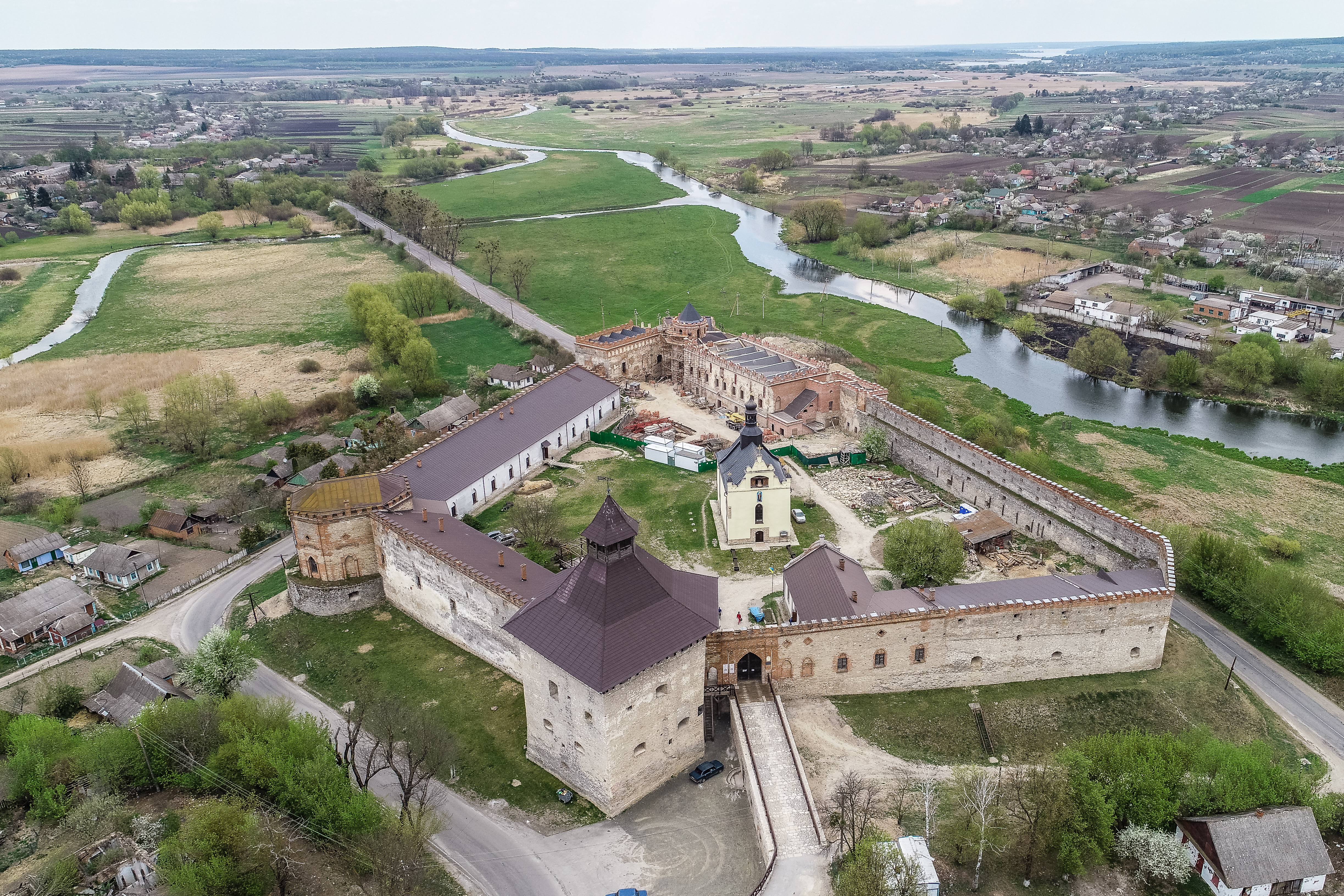
Medzjibizjs fästning
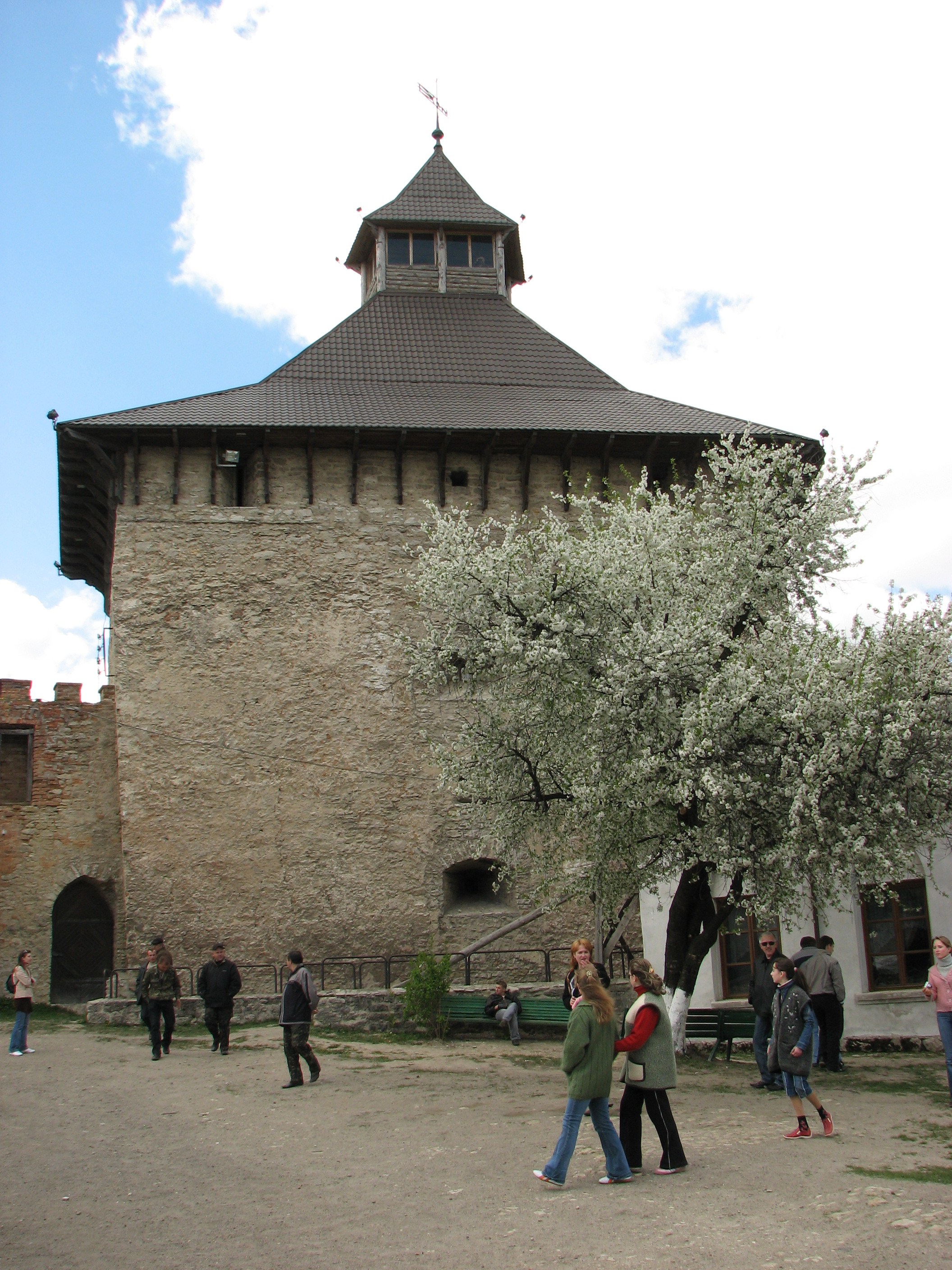
Tornet
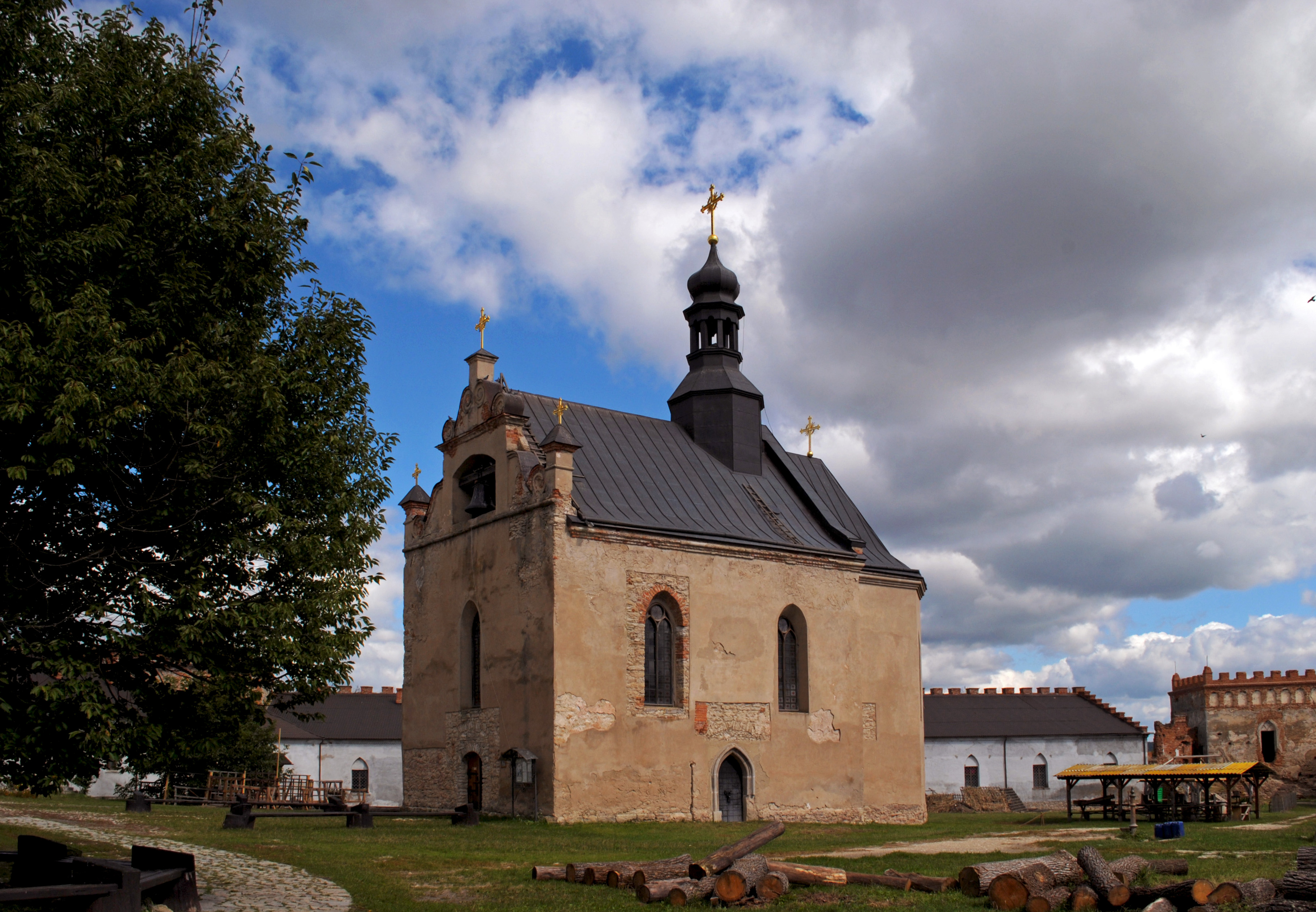
Slottskyrkan